# Triple 9
Triple 9 is een Amerikaanse actiefilm uit 2016, geregisseerd door John Hillcoat.

## Verhaal
De stad Atlanta wordt geregeerd door de Russische maffia, die ook zaken doet met een bende ex-soldaten en een groep lokale politieagenten. Sergeant-rechercheur Jeffrey Allen zijn neef Chris krijgt een baan in de gevaarlijkste buurt van de stad vol rivaliserende bendes. Hij heeft geen idee dat zijn nieuwe collega Marcus Belmont niet alleen corrupt is, maar ook regelmatig samen met anderen banken berooft voor de invloedrijke Russische maffiabaas Irina Vlaslov. Irina wil niets betalen voor de laatste overval, maar eist dat ze eerst inbreken in een streng beveiligde faciliteit omdat ze daar belangrijke documenten nodig heeft.
Om hun collega's af te leiden van hun staatsgreep, zijn de corrupte agenten van plan om de politieradiocode "999" te gebruiken om het hele politiekorps naar een afgelegen locatie in de stad te lokken. De code staat voor een aanslag op een politieagent, dus de ervaring leert dat alle beschikbare troepen zich erop zullen concentreren en dan kunnen ze ongestoord hun overval plegen. Marcus heeft zijn nieuwe partner Chris tot slachtoffer gemaakt. Hij gebruikt het feit dat Chris een conflict had met een van de bendebazen en voedt dit conflict in het geheim. Hij lokt ze allebei naar hetzelfde gebouw.
Het is echter niet Chris die wordt neergeschoten, maar zijn collega Marcus. Als "999" wordt geroepen, gelooft ex-soldaat Michael Atwood dat het plan werkte. Hij voltooit met succes de overval met zijn mensen. Omdat Irina niet opnieuw wil betalen, laat Michael een explosief in haar auto tot ontploffing komen, waarbij Irina om het leven komt. Kort daarna wordt Michael verraden en neergeschoten door Franco, een van de corrupte agenten van het team. Chris doorziet geleidelijk het spel en ontmaskert Franco als een corrupte agent. Deze wordt vervolgens gedood in een vuurgevecht door de oom van Chris.

## Rolverdeling
| Acteur              | Personage             |
| ------------------- | --------------------- |
| Casey Affleck       | Det. Chris Allen      |
| Anthony Mackie      | Det. Marcus Belmont   |
| Chiwetel Ejiofor    | Michael Atwood        |
| Clifton Collins jr. | Det. Franco Rodriguez |
| Woody Harrelson     | Sgt. Jeffrey Allen    |
| Aaron Paul          | Gabriel "Gabe" Welch  |
| Kate Winslet        | Irina Vlaslov         |
| Gal Gadot           | Elena Vlaslov         |
| Norman Reedus       | Russell Welch         |
| Teresa Palmer       | Michelle Allen        |
| Michael K. Williams | Sweet Pea             |
| Michelle Ang        | Det. Trina Ling       |

## Ontvangst
Op Rotten Tomatoes heeft Triple 9 een waarde van 54% en een gemiddelde score van 5,70/10, gebaseerd op 187 recensies. Op Metacritic heeft de film een gemiddelde score van 52/100, gebaseerd op 41 recensies.

## Prijzen en nominaties
| Jaar | Prijs                | Categorie              | Genomineerde(n) | Uitslag     |
| ---- | -------------------- | ---------------------- | --------------- | ----------- |
| 2016 | Golden Trailer Award | Beste muziek           | Beste muziek    | Genomineerd |
| 2016 | Golden Trailer Award | Beste thriller         |                 | Genomineerd |
| 2016 | Golden Trailer Award | Beste thriller-tv-spot |                 | Genomineerd |